# フォートスミス (アーカンソー州)

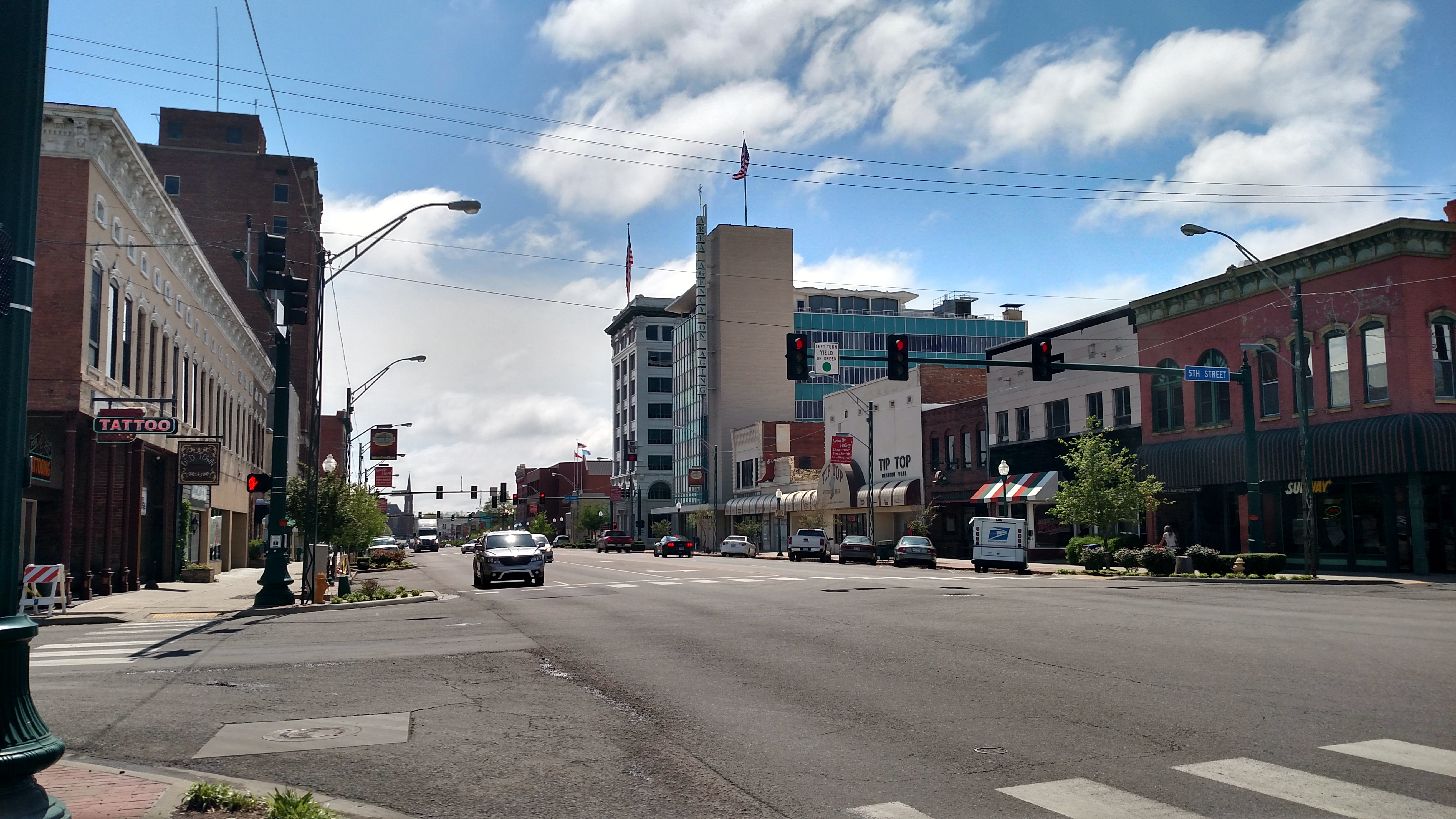
ダウンタウン

フォートスミス（Fort Smith）は、アメリカ合衆国アーカンソー州の都市。セバスチャン郡の郡庁所在地である。人口は8万9142人（2020年）。

## 歴史
1817年、周辺のネイティブ・アメリカンたちを監視するためにこの地に砦が設けられた。この砦が現在フォートスミスとなっている町の起こりである。1824年に砦が廃止され、ジョン・ロジャース（John Rogers）による都市計画の下に町が形成されていった。1838年、砦は再び使用されるようになり、拡張も行われた。1871年に砦は廃止されたが、町の発展は続いた。

## 地理

セバスチャン郡内の位置

フォートスミスは北緯35度22分7秒 西経94度23分55秒 / 北緯35.36861度 西経94.39861度（35.368691, -94.398737）に位置している。
アメリカ合衆国統計局によると、フォートスミス市は総面積137.1km²（52.9mi²）である。そのうち130.4km²（50.3mi²）が陸地で6.7km²（2.6 mi²）が水域である。総面積の4.89%が水域となっている。
市街地はアーカンソー川の南岸に広がっている。アーカンソー川はちょうどフォートスミスの市街地を囲むように蛇行しながら流れている。
リトルロックから車で2時間、オクラホマ州タルサから車で1時間50分、ダラスから車で5時間の距離にある。

## 都市概観
フォートスミスのメインストリートはロジャース通り（Rogers Avenue）である。通りの名は町の創設者であるジョン・ロジャースにちなんでいる。ロジャース通りはアーカンソー州道22号線の一部になっている。
スミス砦国指定史跡（Fort Smith National Historic Site）はダウンタウンに位置している。ダウンタウンの歴史的な町並みは1996年4月21日の竜巻で破壊されてしまった。修復には5年、もしくはそれ以上の歳月を要した。通称Miss Laura'sと呼ばれる売春宿、リバーフロント・ホテル（Riverfront Hotel）は1992年に改装され、市のビジターセンターになった。この建物は全米で唯一、国の史跡に指定されている旧売春宿である。

## 気候
ケッペンの気候区分では温暖湿潤気候に区分される。降水は年間を通して満遍なくみられ、冬はやや少ないが、初夏と秋にやや降水が多くなる。冬は朝晩は氷点下まで冷え込み、時折寒気の影響を受け降雪がみられる。夏は高温・多照であり、35℃前後まで最高気温が上がる日も多い。
| フォートスミス (アーカンソー州) (平年値 1981–2010, 極値 1882–)の気候 | フォートスミス (アーカンソー州) (平年値 1981–2010, 極値 1882–)の気候 | フォートスミス (アーカンソー州) (平年値 1981–2010, 極値 1882–)の気候 | フォートスミス (アーカンソー州) (平年値 1981–2010, 極値 1882–)の気候 | フォートスミス (アーカンソー州) (平年値 1981–2010, 極値 1882–)の気候 | フォートスミス (アーカンソー州) (平年値 1981–2010, 極値 1882–)の気候 | フォートスミス (アーカンソー州) (平年値 1981–2010, 極値 1882–)の気候 | フォートスミス (アーカンソー州) (平年値 1981–2010, 極値 1882–)の気候 | フォートスミス (アーカンソー州) (平年値 1981–2010, 極値 1882–)の気候 | フォートスミス (アーカンソー州) (平年値 1981–2010, 極値 1882–)の気候 | フォートスミス (アーカンソー州) (平年値 1981–2010, 極値 1882–)の気候 | フォートスミス (アーカンソー州) (平年値 1981–2010, 極値 1882–)の気候 | フォートスミス (アーカンソー州) (平年値 1981–2010, 極値 1882–)の気候 | フォートスミス (アーカンソー州) (平年値 1981–2010, 極値 1882–)の気候 |
| 月                                                                   | 1月                                                                  | 2月                                                                  | 3月                                                                  | 4月                                                                  | 5月                                                                  | 6月                                                                  | 7月                                                                  | 8月                                                                  | 9月                                                                  | 10月                                                                 | 11月                                                                 | 12月                                                                 | 年                                                                   |
| -------------------------------------------------------------------- | -------------------------------------------------------------------- | -------------------------------------------------------------------- | -------------------------------------------------------------------- | -------------------------------------------------------------------- | -------------------------------------------------------------------- | -------------------------------------------------------------------- | -------------------------------------------------------------------- | -------------------------------------------------------------------- | -------------------------------------------------------------------- | -------------------------------------------------------------------- | -------------------------------------------------------------------- | -------------------------------------------------------------------- | -------------------------------------------------------------------- |
| 最高気温記録 °C （°F）                                               | 27 (81)                                                              | 31 (87)                                                              | 34 (94)                                                              | 36 (96)                                                              | 37 (99)                                                              | 41 (106)                                                             | 44 (111)                                                             | 46 (115)                                                             | 43 (109)                                                             | 36 (96)                                                              | 30 (86)                                                              | 28 (82)                                                              | 46 (115)                                                             |
| 平均最高気温 °C （°F）                                               | 9.9 (49.9)                                                           | 13 (55.4)                                                            | 18.2 (64.7)                                                          | 23.2 (73.7)                                                          | 26.9 (80.5)                                                          | 31.2 (88.1)                                                          | 33.9 (93.0)                                                          | 34.1 (93.4)                                                          | 29.7 (85.4)                                                          | 23.8 (74.8)                                                          | 17.1 (62.8)                                                          | 10.8 (51.5)                                                          | 22.7 (72.8)                                                          |
| 平均最低気温 °C （°F）                                               | −1.7 (29.0)                                                          | 0.6 (33.1)                                                           | 5.1 (41.1)                                                           | 9.7 (49.5)                                                           | 15.1 (59.2)                                                          | 19.7 (67.5)                                                          | 22 (71.6)                                                            | 21.6 (70.8)                                                          | 16.8 (62.3)                                                          | 10.4 (50.7)                                                          | 4.6 (40.3)                                                           | −0.4 (31.2)                                                          | 10.3 (50.6)                                                          |
| 最低気温記録 °C （°F）                                               | −24 (−11)                                                            | −26 (−15)                                                            | −14 (7)                                                              | −6 (22)                                                              | 1 (34)                                                               | 8 (47)                                                               | 10 (50)                                                              | 7 (45)                                                               | 1 (33)                                                               | −6 (22)                                                              | −13 (8)                                                              | −21 (−5)                                                             | −26 (−15)                                                            |
| 降水量 mm （inch）                                                   | 71.4 (2.81)                                                          | 70.1 (2.76)                                                          | 97.8 (3.85)                                                          | 109.2 (4.30)                                                         | 138.9 (5.47)                                                         | 108.7 (4.28)                                                         | 83.8 (3.30)                                                          | 65.8 (2.59)                                                          | 102.9 (4.05)                                                         | 109.7 (4.32)                                                         | 112.8 (4.44)                                                         | 83.6 (3.29)                                                          | 1,154.7 (45.46)                                                      |
| 降雪量 cm （inch）                                                   | 6.1 (2.4)                                                            | 2.8 (1.1)                                                            | 1.5 (0.6)                                                            | 0 (0.0)                                                              | 0 (0.0)                                                              | 0 (0.0)                                                              | 0 (0.0)                                                              | 0 (0.0)                                                              | 0 (0.0)                                                              | 0 (0.0)                                                              | —                                                                    | 2 (0.8)                                                              | 12.4 (4.9)                                                           |
| 平均降水日数 （≥0.01 in）                                            | 7.5                                                                  | 7.8                                                                  | 9.7                                                                  | 9.1                                                                  | 10.7                                                                 | 9.3                                                                  | 6.5                                                                  | 6.3                                                                  | 7.7                                                                  | 8.4                                                                  | 7.5                                                                  | 7.7                                                                  | 98.2                                                                 |
| 平均降雪日数 （≥0.1 in）                                             | 1.1                                                                  | 0.8                                                                  | 0.4                                                                  | 0.0                                                                  | 0.0                                                                  | 0.0                                                                  | 0.0                                                                  | 0.0                                                                  | 0.0                                                                  | 0.0                                                                  | 0.0                                                                  | 0.7                                                                  | 3.0                                                                  |
| % 湿度                                                               | 69.5                                                                 | 67.6                                                                 | 63.9                                                                 | 63.8                                                                 | 70.7                                                                 | 70.9                                                                 | 68.9                                                                 | 68.6                                                                 | 71.8                                                                 | 69.4                                                                 | 70.3                                                                 | 71.2                                                                 | 68.9                                                                 |
| 平均月間日照時間                                                     | 173.5                                                                | 172.5                                                                | 215.2                                                                | 236.1                                                                | 274.8                                                                | 304.0                                                                | 327.6                                                                | 294.5                                                                | 233.1                                                                | 220.7                                                                | 162.5                                                                | 156.3                                                                | 2,770.8                                                              |
| 日照率                                                               | 55                                                                   | 56                                                                   | 58                                                                   | 60                                                                   | 63                                                                   | 70                                                                   | 74                                                                   | 71                                                                   | 63                                                                   | 63                                                                   | 52                                                                   | 51                                                                   | 62                                                                   |
| 出典：NOAA (sun and relative humidity 1961–1990)                     |                                                                      |                                                                      |                                                                      |                                                                      |                                                                      |                                                                      |                                                                      |                                                                      |                                                                      |                                                                      |                                                                      |                                                                      |                                                                      |

## 教育
フォートスミスには高校が2校ある。アーカンソー州でも有数の高校として有名で、ひとつはノースサイド高校（Northside High School）、そしてもうひとつはサウスサイド高校（Southside High School）である。ノースサイド高校のグリズリーズ（the Grizzlies）とサウスサイド高校のリベルズ（Rebels）は熾烈なライバル関係にある。 
市内にはアーカンソー大学フォートスミス校があり、学生数7000人を抱える。学部は教養学部、教育学部、ビジネス学部、技術工学部、ヘルスサイエンス学部がある。ビジネス学部・技術工学部は地元では非常に好評で高い就職率として人気を集める。ヘルスサイエンス学部も州内でトップクラスの看護師・ソーシャルワーカーを養成する学部として有名である。
大学のマスコットはライオンで、地元ではライオンズと呼ばれている。2006年春には男子バスケットボールチームがNJCAAの全米トーナメントで全米チャンピオンになった。
キャンパスは非常に美しく、過去には全米でもっとも美しいキャンパスとして表彰を受けたほどである。
大学寮はアパートメント形式のものから、伝統的な寮のタイプのものまであり、無料のワイアレスネットワーク・ケーブルテレビがあり、さらには24時間、キャンパス警察が巡回しており非常に安全である。

## 交通
フォートスミスの玄関口となっている空港は、市の南約6kmに位置するフォートスミス地方空港（Fort Smith Regional Airport）である。IATAによる空港コードは空港の旧名であるフォートスミス市立空港（Fort Smith Municipal Airport）からとったFSMである。
市の北、アーカンソー川の対岸を州間高速道路40号線が東西に走っている。I-40は大陸を横断する幹線である。リトルロックは東南東に約250km、所要約2時間半である。また、I-40の支線で、市内を通っているI-540は北へファイエットビルまで延びている。ファイエットビルからさらに北へは国道71号線となり、ミズーリ州に入ってジョプリンやカンザスシティへと通じている。ファイエットビルは北へ約90km、所要1時間強である。将来的には、現在ルイジアナ州内の高速道路であるI-49が北にカンザスシティまで延伸され、I-540と国道71号線がI-49に格上げされる予定である。これらフォートスミス・カンザスシティ間を結ぶ道路はすでに4車線の州間高速道路規格になっている。
ダウンタウンにはグレイハウンドと提携しているジェファーソン・ラインズ（Jefferson Lines）のバスターミナルがある。同社はリトルロックやジョプリンへの路線を持っており、それらの都市でグレイハウンドに乗り換えることができる。
市内の主要な箇所には市バスが巡回している。

## 人口動勢
以下は2000年国勢調査における人口統計データである。
| 基礎データ - 人口: 80,268人 - 世帯数: 32,398世帯 - 家族数: 20,637家族 - 人口密度: 615.5人/km²（1,594.2人/mi²） - 住居数: 35,341軒 - 住居密度: 271.0軒/km²（701.9軒/mi²） 人種別人口構成 - 白人: 76.99% - アフリカン・アメリカン: 8.65% - ネイティブ・アメリカン: 1.69% - アジア人: 4.59% - 太平洋諸島系: 0.05% - その他の人種: 5.03% - 混血: 2.99% - ヒスパニック・ラテン系: 8.78% 年齢別人口構成 - 18歳未満: 25.4% - 18-24歳: 9.8% - 25-44歳: 29.3% - 45-64歳: 21.8% - 65歳以上: 13.7% - 年齢の中央値: 35歳 - 性比（女性100人あたり男性の人口） - 総人口: 94.1 - 18歳以上: 91.0 | 世帯と家族（対世帯数） - 18歳未満の子供がいる: 30.8% - 結婚・同居している夫婦: 47.1% - 未婚・離婚・死別女性が世帯主: 12.3% - 非家族世帯: 36.3% - 単身世帯: 30.7% - 65歳以上の老人1人暮らし: 10.9% - 平均構成人数 - 世帯: 2.42人 - 家族: 3.03人 収入と家計 - 収入の中央値 - 世帯: 32,157米ドル - 家族: 41,012米ドル - 性別 - 男性: 29,799米ドル - 女性: 22,276米ドル - 人口1人あたり収入: 18,994米ドル - 貧困線以下 - 対人口: 15.8% - 対家族数: 12.1% - 18歳未満: 22.2% - 65歳以上: 9.6% |